# Friedrich Back (Pfarrer)
Friedrich Back (* 12. Dezember 1801 in Ernsbach; † 12. Februar 1879 in Kastellaun) war evangelischer Pfarrer, Superintendent und Heimatforscher.

## Ausbildung
Friedrich Karl Back war Sohn eines Hüttenverwalters im württembergischen Ernsbach am Kocher. Bereits 1803 zog die Familie nach Neunkirchen bei Neckargemünd. Nach dem Besuch der Volksschule erhielt Back Lateinunterricht bei einem katholischen Kaplan und später bei einem reformierten Pfarrer. Ab 1814 besuchte er das Gymnasium in Heidelberg. Nach dem frühen Tod des Vaters heiratete die Mutter dessen Bruder, den Pfarrer Franz Karl Back in Argenthal auf dem Hunsrück. Nach dem Umzug der Familie erhielt Back Privatunterricht durch einen Kirchenrat in Meisenheim und besuchte seit 1814 das Lyzeum in Speyer. Nach dem Abitur studierte er ab 1819 Philosophie in Heidelberg. Dann wechselte er zur Evangelischen Theologie und ging nach Bonn und anschließend wieder nach Heidelberg. 1823 schloss er sein Studium mit dem Ersten Theologischen Examen ab und bekam eine Stelle als Leiter und Lehrer an der Rektoratsschule in Simmern.

## Wirken

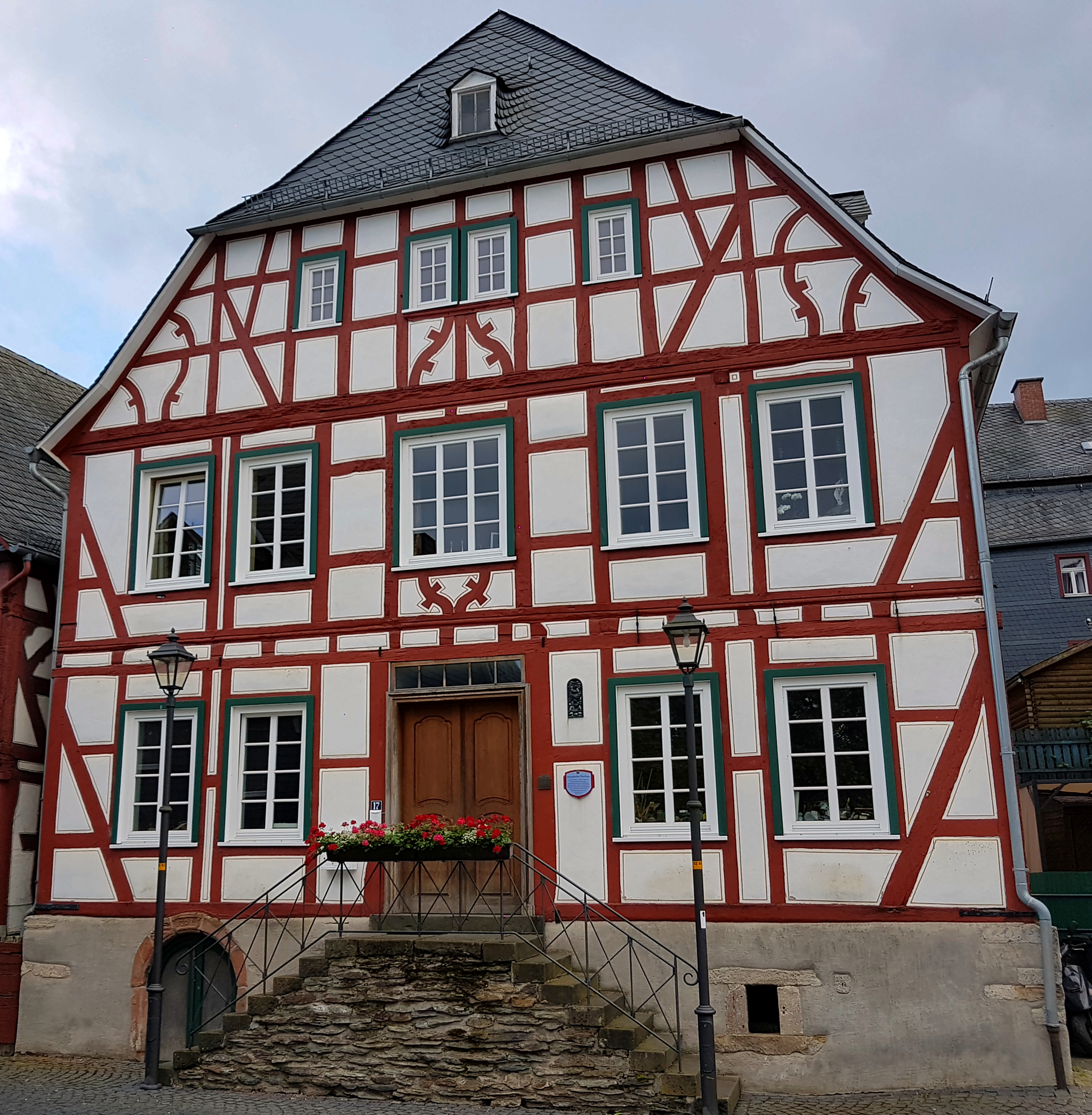
Wohnhaus von Friedrich Back in Kastellaun in den Jahren 1842–1879

1824 wurde Back zum zweiten Pfarrer von Kirchberg berufen, wo er nach dem Zweiten Theologischen Examen 1825 fest angestellt wurde. 1837 ging er als Pfarrer nach Gödenroth und 1841 nach Kastellaun, wo er bis zu seinem Tod 1879 tätig war. 1841 wählte der Kirchenkreis Simmern Back zum Assessor (Stellvertreter des Superintendenten) und 1843 zum Superintendenten; er folgte in diesem Amt seinem Onkel und Stiefvater Franz Karl Back nach, der 1818–1843 der erste Superintendent des Kirchenkreises Simmern gewesen war. 1875 feierte er in Kastellaun sein 50-jähriges Ordinationsjubiläum. Außerdem nahm er an den Beratungen der preußischen Generalsynode in Berlin, der gewählten Vertretung der Gesamtlandeskirche, teil.
Back hat sich besonders als Heimatforscher einen Namen gemacht. Er befasste sich ausführlich mit der Territorialgeschichte des Hunsrücks, den Pfalzgrafen bei Rhein und den Grafen von Sponheim. Sein Forschungsschwerpunkt war jedoch die Kirchengeschichte. Backs Alterswerk stellt eine dreibändige Reformationsgeschichte des Hunsrücks dar, die 1872 bis 1874 erschien. Sie gehört wegen ihrer Detailfülle bis heute zu den Standardwerken der Heimatforschung.
In Anerkennung seiner historischen Forschungen erhielt Back 1877 die Ehrendoktorwürde der theologischen Fakultät der Universität Heidelberg. Ein großer Teil seiner Ergebnisse wurde erst nach seinem Tod herausgegeben. Dazu zählen viele Hunsrücker Gemeindechroniken aus der Zeit vor dem Dreißigjährigen Krieg, z. B. von Allenbach, Alterkülz, Bell, Birkenfeld, Dill, Gödenroth, Kastellaun, Kleinich oder Wirschweiler. Backs Nachlass wird im Landeshauptarchiv Koblenz aufbewahrt (Best. 700,052).
Die Stadt Kastellaun ehrte ihren angesehenen Bürger, indem sie posthum eine Straße nach ihm benannte.

## Familie
Back war seit 1825 mit Louisa Röchling, der Tochter des damaligen Kreisgerichtspräsidenten Röchling, verheiratet. Sie starb am 11. Juli 1859. Aus der Ehe ging neun Kinder hervor. Ein Sohn, Otto Back, wurde Bürgermeister in Straßburg und Präsident des Landtags des Reichslandes Elsaß-Lothringen. Der Sohn Friedrich Back (Lehrer) war Schuldirektor in Birkenfeld.

## Veröffentlichungen (Auswahl)
- Das Kloster Ravengiersburg und seine Umgebungen. Ein Beitrag zur älteren Geschichte des Hundsrückens, 2 Bände. Koblenz 1841/53
- Die evangelische Kirche im Lande zwischen Rhein, Mosel, Nahe und Glan bis zum Beginn des dreißigjährigen Krieges, 3 Bände. Bonn 1872–1874
- Hans Gerke (Bearb.): Gesamtregister zu Friedrich Back: Die evangelische Kirche im Lande zwischen Rhein, Mosel, Nahe und Glan bis zum Beginn des Dreißigjährigen Krieges. Düsseldorf 1956